# Paul Cleave

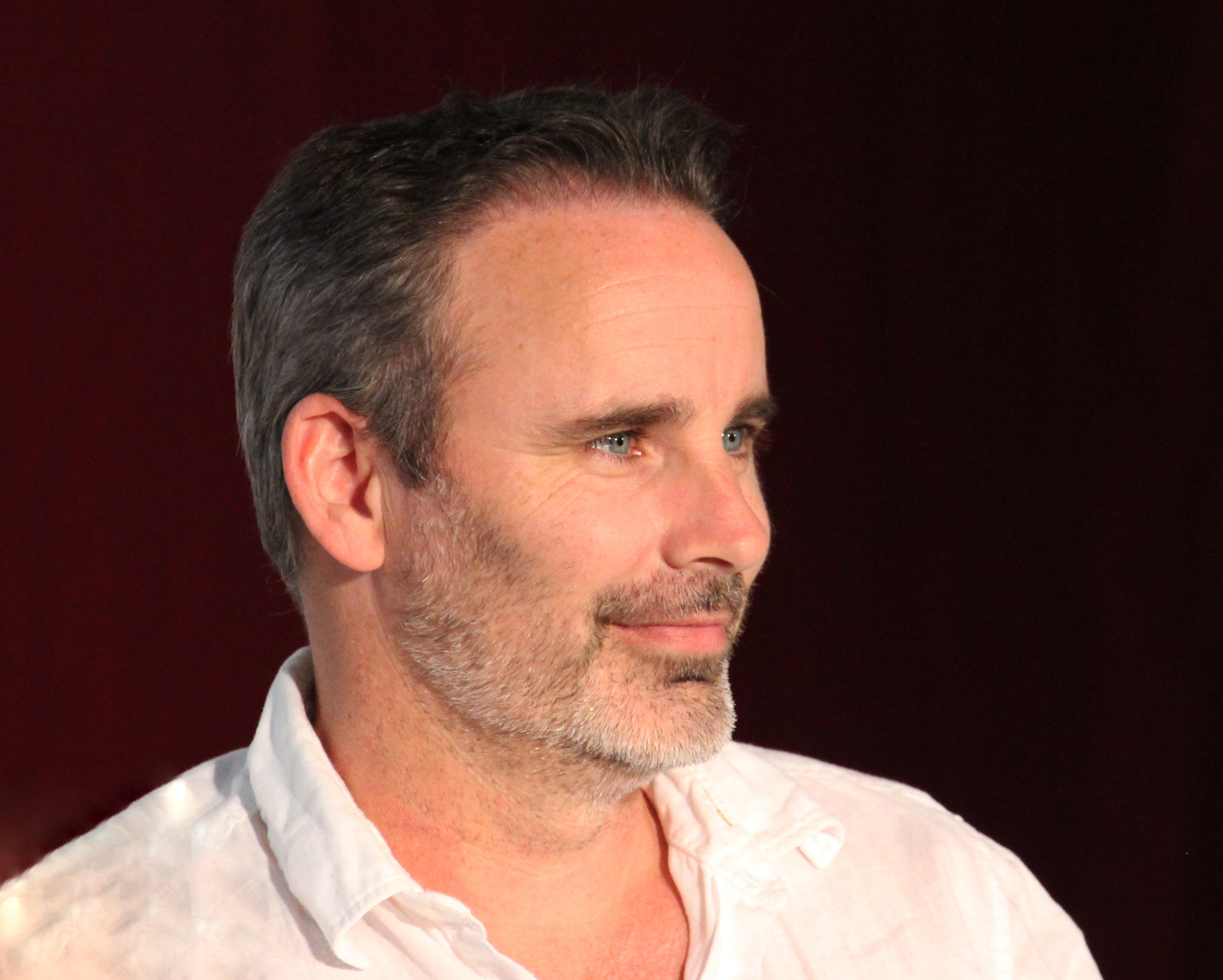
Paul Cleave auf der Frankfurter Buchmesse 2016

Paul Cleave (* 10. Dezember 1974 in Christchurch) ist ein neuseeländischer Schriftsteller.

## Leben
Cleave arbeitete zunächst sieben Jahre als Pfandleiher. Im Jahr 2000 begann er mit der Arbeit an dem Kriminalroman The Cleaner. Das Buch wurde 2006 veröffentlicht und entwickelte sich zu einem internationalen Bestseller.
Sein bereits zuvor im Jahr 1999 begonnener Roman The Killing Hour kam im Sommer 2007 auf den Markt.
Neben dem Schreiben renoviert Paul Cleave Immobilien. Wenn er nicht zuhause an seinen Romanen arbeitet, ist er normalerweise auf einem Tennisplatz, einem Golfplatz oder beim Frisbee-Werfen zu finden.
Er lebt und arbeitet in Christchurch.

## Über sein Werk
Cleaves Romane spielen in seiner Heimatstadt. Die Erzählstränge verlaufen nahezu gleichzeitig, wobei Nebenrollen miteinander interagieren und ihre Handlungen sich ergänzen.
Wiederkehrende Figuren in seinen Romanen sind Detective Inspector Carl Schroder, Privatdetektiv Theodore Tate sowie die Serienmörder Joe und Melissa.

## Werke
Joe-Middleton-Reihe:
- 1. Der siebte Tod. Heyne-Verlag 2007, ISBN 978-3-453-43247-5. (Original: The Cleaner. Random House 2006, ISBN 978-1-74166-566-6.)
- 2. Opferzeit. Heyne-Verlag 2013, ISBN 978-3-453-43749-4. (Original: Joe Victim. Atria 2013, ISBN 978-1-4516-7797-3.)

Theodor-Tate-Reihe:
- 1. Die Toten schweigen nicht. Heyne-Verlag 2009, ISBN 978-3-453-43308-3. (Original: Cemetery Lake. Arrow Books 2008, ISBN 978-0-09-953673-4.)
- 2. Die Totensammler. Heyne-Verlag 2011, ISBN 978-3-453-43598-8. (Original: Collecting Cooper. Atria 2011, ISBN 978-1-4391-8962-7.)
- 3. Das Haus des Todes. Heyne-Verlag 2012, ISBN 978-3-453-43695-4. (Original: The Laughterhouse. Atria 2012, ISBN 978-1-4516-7795-9.)
- 4. Der Fünf-Minuten-Killer. Heyne-Verlag 2015, ISBN 978-3-453-41847-9. (Original: Five Minutes Alone. Atria 2014, ISBN 978-1-4767-7915-7.)
- 5. Angsttreiber. Piper-Verlag 2024, ISBN 978-3-492-60728-5. (Original: The Pain Tourist. Orenda Books 2022, ISBN 978-1-914585-48-7.)

Andere:
- Die Stunde des Todes. Heyne-Verlag 2008, ISBN 978-3-453-43307-6. (Original: The Killing Hour. Random House 2007, ISBN 978-1-74166-853-7.)
- Der Tod in mir. Heyne-Verlag 2010, ISBN 978-3-453-43511-7. (Original: Blood Men. Atria 2010, ISBN 978-1-4391-8961-0.)
- Zerschnitten. Heyne-Verlag 2016, ISBN 978-3-453-43855-2. (Original: Trust No One. Atria 2015, ISBN 978-1-4767-7917-1.)
- Die Saat des Killers. Heyne-Verlag 2018, ISBN 978-3-453-43924-5. (Original: A Killer Harvest. Atria 2017, ISBN 978-1-5011-5301-3.)
- Blutbringer. Piper-Verlag 2021, ISBN 978-3-492-31704-7. (Original: Whatever it Takes. Upstart Press 2019, ISBN 978-1-988516-27-1.)
- Kellergrab. Piper-Verlag 2022, ISBN 978-3-492-31703-0. (Original: The Quiet People. Orenda Books 2021, ISBN 978-1-913193-94-2.)
- Todeskälte. Piper-Verlag 2025, ISBN 978-3-492-61079-7. (Original: His Favourite Graves. Orenda Books 2024, ISBN 978-1-914585-89-0.)

## Auszeichnungen
- 2006 Ned Kelly für "The Cleaner" (dt. "Der siebte Tod")
- 2011 Ngaio Marsh Award für "Blood Men" (dt. "Der Tod in mir")
- 2012 Saint-Maur Book Festival’s Crime Novel of the Year Award
- 2014 Edgar für "Joe Victim" (dt. "Opferzeit")
- 2014 Barry für "Joe Victim" (dt. "Opferzeit")
- 2015 Ngaio Marsh Award für "Five Minutes Alone" (dt. "Der 5-Minuten-Killer")
- 2016 Ngaio Marsh Award für "Trust No One" (dt. "Zerschnitten")